# Орест Евлахов
Орест Александрович Евлахов (на руски: Оре́ст Алекса́ндрович Евла́хов) е руски композитор, музикален педагог, професор, заслужил артист на РСФСР (1972). Той е един от най-големите руски преподаватели по композиция през втората половина на 20 век, представител на Петербургската школа.

## Биография
Орест Александрович Евлахов е роден на 4 (17) януари 1912 г. във Варшава. Брат е на архитекта Ириний (Ириней) Александрович Евлахов (1914 – 1993).
През 1936 г. завършва Първи музикален колеж в Ленинград в класа по композиция на Михаил Юдин. Постъпва в Ленинградската консерватория в класа на Пьотър Рязанов и я завършва през 1941 г. в класа по композиция и инструменталистика на Дмитрий Шостакович. През същата година за първи път е изпълнен неговият концерт за пиано и оркестър със солист Мойсей Халфин.
Орест Евлахов е един от малкото композитори, преживели цялата блокада в обсадения Ленинград. Цикълът за пиано „Ленинградска тетрадка“, създаден през 1943 г. при най-трудни условия, се превръща в своеобразна „музикална хроника“, която претворява суровите дни на обсадата и написването ѝ е истински граждански подвиг на композитора. Става известен и чрез баладата „Нощният патрул“, която, подобно на Симфония № 7 на Шостакович, е създадена по време на обсадата на Ленинград.
Орест Александрович Евлахов умира на 15 декември 1973 г. в Ленинград. Погребан е в Ново-Волковското гробище.

## Творчество
Автор е на балетите „Ден на чудесата“, съвместно с Михаил Матвеев (1946), „Ивушка“ (1957), написан в традициите на Николай Римски-Корсаков и Анатолий Лядов, „Бронзовата сага“ (1970), три симфонии (1946, 1963, 1967), сюити, концерти за пиано и оркестър (1940), за цигулка и оркестър (1971), произведения за хор, солисти и оркестър, квинтет, соната, сюити, прелюдии и пиеси за пиано. Създава песни и романси за глас и пиано по текстове на Михаил Лермонтов, Николай Язиков, Хайнрих Хайне, Ашот Граши. Освен това пише музика за драматични представления и към филмите „Следи в снега“ (1955), „Редом с нас“ (1957), „Унижените и оскърбените“ (1964).

### Основни произведения[2]
- 1940 – Концерт за пиано и оркестър
- 1941 – сюита „Концертна“
- 1943 – баладата „Нощен патрул“ по текст на Генадий Трифонов
- 1943 – сюита „Ленинградска тетрадка“ – за блокадата на Ленинград
- 1944 – Вокално-симфоничен цикъл „Ленинград“ за хор, солисти и оркестър
- 1945 – сюита на фолклорни теми за струнен квартет
- 1946 – Педагогически пиеси за виолончело и пиано
- 1946 – балета „Ден на чудесата“, съвместно с Михаил Матвеев
- 1946 – Симфония № 1
- 1947 – песни за детски хор по текстове на Александър Прокофиев и Владимир Лифшиц
- 1949 – сюита „Пионер“
- 1950 – Вокално-симфоничен цикъл „От искрите“
- 1955 – сюита от балета „Ивушка“
- 1957 – балета „Ивушка“
- 1959 – трио за пиана
- 1959 – 10 прелюдии
- 1960 – соната за цигулка и пиано
- 1963 – Симфония № 2
- 1964 – квинтет за пиана
- 1964 – Балада за виолончело и пиано
- 1967 – Симфония № 3
- 1968 – 2 пиеси
- 1969 – соната за пиано
- 1970 – балета „Бронзовата сага“
- 1971 – сюита от балета „Бронзовата сага“
- 1971 – Концерт-поема за цигулка и оркестър

## Преподавателска дейност
От 1947 г. Орест Евлахов преподава композиция в Ленинградската консерватория, от 1959 г. е професор там и в периода 1960 – 1969 г., както и от 1971 г. е ръководител на Катедрата по композиция. Сред неговите ученици: Сергей Баневич, Валери Гаврилин, Андрей Петров, Сергей Слонимски, Борис Тишченко, Яков Вайсбурд, Герман Окунев, Исаак Шварц, Юрий Юкечев и много други.(5)
Публикува като рецензент и автор на статии за музика във вестниците „Вечерен Ленинград“, „Известия“, „Съветска култура“, „Правда“, в списание „Съветска музика“ и други. Публикува книгата „Проблеми на образованието на композитора“ (1963) и редица научни и методически трудове.